# Irherm
Irherm, também grafada Igherm (em árabe: إغرم; em tifinague: ⵉⵖⵔⵉⵎ; romaniz.: Iġrim) é uma vila e município do sul de Marrocos, que faz parte da província de Tarudante e da região de Souss-Massa-Drâa. Em 2004 tinha 4 624 habitantes e estimava-se que em 2012 tivesse 4 622 habitantes.
Situada num vale elevado da cordilheira do Antiatlas, a Irherm encontra-se 95 km a nordeste de Tafraoute, 85 km a sudeste de Tarudante, 170 km a este-sudeste de Agadir e 80 km a noroeste de Tata. Outrora teve alguma importância no comércio das caravanas transaarianas e o seu artesanato de adagas de prata e as coronhas de espingarda decoradas com embutidos eram célebres. Atualmente só o soco (mercado) semanal de quarta-feira trás alguma animação à vila.